# Bécarde cendrée
Pachyramphus rufus
Espèce
Répartition géographique
Statut de conservation UICN

 LC  : Préoccupation mineure
La Bécarde cendrée (Pachyramphus rufus) est une espèce de passereaux de la famille des Tityridae.

## Description

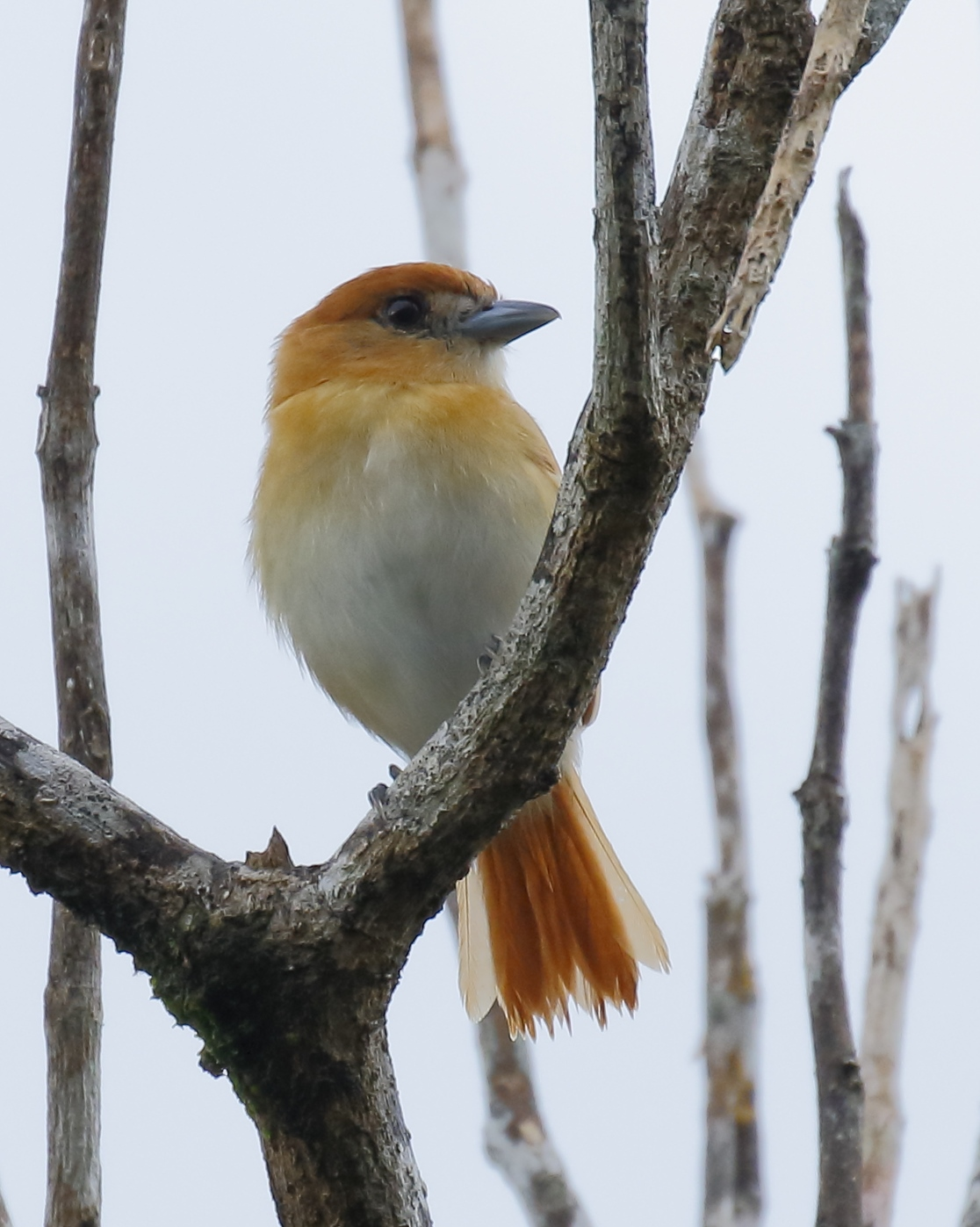
Une femelle.

## Liste des sous-espèces
Selon la classification de référence du Congrès ornithologique international (version 15.1, 2025) :
- P. r. rufus (Boddaert, 1783) — de la Colombie au centre/est de l'Amazonie ;
- P. r. juruanus Gyldenstolpe, 1951 — ouest de l'Amazonie.